# L'Année où j'ai vécu selon la Bible
L'Année où j'ai vécu selon la Bible (The Year of Living Biblically : One Man's Humble Quest to follow the Bible as Literally as Possible) est un récit humoristique, mélangeant les codes du roman et de l'autobiographie, écrit par A. J. Jacobs, paru en 2007 chez Simon & Schuster.
Le récit a été publié chez Actes Sud en 2007.

## Thématique
Sur un ton humoristique, l'auteur décrit la tentative qu'il a faite de vivre durant un an en suivant à la lettre l'intégralité des préceptes contenus dans la Torah, équivalent juif de l'Ancien Testament chrétien. Il y a 613 préceptes à suivre.
Le lecteur peut se souvenir de préceptes qu'il connaît déjà, mais aussi en découvrir certains peu connus, parfois assez étranges.
Il essaie aussi de pratiquer certains préceptes peu acceptés socialement (trouver une femme adultère et la lapider ; faire un sacrifice d'animal).
Il rencontre de nombreux groupes religieux afin de connaître leur façon de « pratiquer la Bible » et leurs « méthodes de travail » : Amish, Témoins de Jéhovah, communautés hassidiques de New York, juifs en Israël, évangélistes, etc.